# Anthochlamys polygaloides
Anthochlamys polygaloides (Fisch. & C.A.Mey.) Moq. – gatunek rośliny z rodziny szarłatowatych (Amaranthaceae Juss.). Występuje naturalnie w Iranie, Afganistanie oraz Pakistanie. Jest gatunkiem typowym dla swojego rodzaju. 

## Morfologia
PokrójRoślina jednoroczna dorastający do 50 cm wysokości.
LiścieMają kształt od owalnego do podłużnego.
KwiatyZebrane są w pojedyncze kłosy, rozwijają się na szczytach pędów.
OwoceNiełupki przybierające kształt pęcherzy, przez co sprawiają wrażenie jakby były napompowane. Mają zaokrąglony kształt i osiągają 2–4 mm długości, wyposażone są w faliste skrzydełko.

## Biologia i ekologia
Kwitnie od lipca do sierpnia.